# Azeban
Azeban est, dans la mythologie abénaquise, un esprit espiègle qui a la forme d'un raton laveur. Dans un des récits, alors qu'il prétend être plus fort et bruyant qu'une chute d'eau, il tombe d'une cascade directement dans la chute. Dans un autre, plus astucieux, il fait le mort afin d'attirer les écrevisses à lui et les manger.